# A magadfélék
A magadfélék (eredeti cím: You People) 2023-ban bemutatott amerikai romantikus filmvígjáték, amelyet Kenya Barris rendezett. A főbb szerepekben Jonah Hill, Lauren London, David Duchovny, Nia Long, Julia Louis-Dreyfus, Eddie Murphy látható.
Amerikában 2023. január 20-án a mozikban, míg Magyarországon 2023. január 27-én mutatták be a Netflixen.

## Cselekmény
Ezra Cohen, a harmincöt éves pénzügyi bróker és popkultúra-podcaster kapcsolatba kerül a stylist Amira Mohammeddel. A pár először egy aranyos találkozón találkozik, amikor Amira a GPS navigációs rendszerével frusztráltan Ezra munkahelyi épülete előtt parkol le. A férfi tévesen azt hiszi, hogy Amira az ő Uber-sofőrje, ezért bemászik a kocsiba, ami kínos összezördülést vált ki.
Ezra később azzal kárpótolja a lányt, hogy elviszi ebédelni, és rájönnek, hogy a különbségek ellenére kölcsönös vonzalom van köztük, mivel Ezra fehér és zsidó, Amira pedig fekete és az Iszlám Nemzet hívő követőinek lánya.
Amira és Ezra végül összeköltöznek, a lány apja, Akbar bosszúságára, aki jobban szeretné, ha a lánya egy másik iszlám nemzet taggal randizna. Hat hónappal a kapcsolatuk után Ezra elviszi őt, hogy megismerje a családját. A szülei, Shelley és Arnold kínosan elmagyarázzák, hogy ők mindenkit elfogadnak és támogatnak, beleértve leszbikus lányukat, Lizát is. Amikor Shelley a BLM mozgalommal kapcsolatos témákat kezd felhozni, a zavart Ezra kikormányozza a szobából. A férfi bevallja neki, hogy meg akarja kérni a kezét.
Mielőtt megkérné a kezét, Ezrát barátja és podcast-műsorvezető társa, Mo sürgeti, hogy találkozzon Amira szüleivel. Ezra a Roscoe's Chicken 'N Waffles éttermet választja, hogy beszéljen Akbarral és feleségével, Fatimával. A találkozó nem megy zökkenőmentesen, mivel Akbar gyanakvással tekint Ezrára, és ellenállást tanúsít azzal szemben, hogy Amira feleségül akarja venni.
Amikor Amira hazaér, elmondja Ezrának, hogy az anyja tudatta vele a Roscoe-nál történt kínos találkozásukat. Amikor azonban a férfi elkezdi elővenni a gyűrűsdobozt, a lány sürgeti, hogy folytassa a lánykérést, és boldogan elfogadja.
Ezra úgy dönt, hogy felmond a brókercégnél, hogy teljes mértékben kiélhesse szenvedélyét, a podcastingot. Később a pár mindkét szülőpárt meghívja vacsorára, és megbeszélik az esküvői terveket. A vacsora nem meglepő módon balul sül el, a szülők összecsapnak Farrakhan antiszemita nézetei miatt, Shelley pedig véletlenül felgyújtja Akbar kufiját.
Ezra és Amira kölcsönös négyszemközti találkozót szerveznek leendő apósukkal, hogy segítsenek elsimítani a feszültségeket. Ezra Akbarral tölti a napot, de Akbar folyamatosan aláássa Ezra önbizalmát, kezdve attól, hogy kritizálja, amiért a podcasting miatt felmondott, és hogy elviszi egy fodrászüzletbe, ahol Ezra nem felel meg az öltözködési szabályzatnak. Később elviszi őt egy kosárlabdapályára a többnyire feketék lakta Inglewoodban, és arra ösztönzi, hogy csatlakozzon egy pickup-meccshez, hogy megalázza őt. Akbar lefilmezi őt a telefonjával, de meglepődik, hogy Ezra nagyon jól teljesít. Közben Shelley elviszi Amirát egy wellness-napra, de folyamatosan mutatja a tanácstalanságát, kellemetlen helyzetbe hozza Amirát, és nem vesz tudomást a saját mikroagresszióiról.
A legénybúcsújára Ezra Las Vegasba megy a barátaival, de Akbar váratlanul csatlakozik a fiúkhoz. Mivel tudja, hogy figyelik, Ezra nem vesz részt az ünnepségen. A barátai azonban hangosan emlékeznek vissza azokra az obszcén tettekre, amelyeket a korábbi vegasi utazásokon követett el. A Palm Springs-i lánybúcsúján Amira és barátai mellett Shelley és Liza is csatlakozik. Az estét több kínos helyzet is elszenvedi: Shelley véletlenül rasszista megjegyzést tesz egy partijáték során, és véletlenül letépi az egyik vendég parókáját.
A próbavacsorán Ezra és Amira is négyszemközt beszélget Akbarral és Shelleyvel, Ezra leszólja Akbar bizalmatlanságát Amira iránti őszinte szerelmével kapcsolatban, Amira pedig szembesíti Shelleyt a faji kérdésekben tanúsított hangnemtévesztő hozzáállásával. A közös beszélgetésük után Ezra és Amira úgy döntenek, hogy az egyesülésüknek túl sok akadálya van ahhoz, hogy leküzdjék. Lemondják az esküvőt és szakítanak.
Három hónappal később Ezra tartalmas monológot tart a podcastjában, amelyben arra mutat rá, hogy a fekete és a fehér emberek soha nem érthetik meg igazán a másik tapasztalatát, bármennyire is próbálkoznak. Shelley és Akbar is meghallgatja a beszédét, és átgondolják a tetteiket, Akbar pedig arra inspirálódik, hogy felvegye a kapcsolatot Shelleyvel.
Egy kirándulás ürügyén Shelley és Akbar elviszik Ezrát és Amirát egy divatos butikba, és mindketten bocsánatot kérnek a tetteikért. Ezra és Amira elfogadják a bocsánatkérést, és belépve a kiskereskedelmi üzletbe azt látják, hogy az esküvőjükre van berendezve, ahol mindenki, köztük a barátok, a család, valamint egy rabbi és egy NOI-lelkész is összegyűlt. Ezra és Amira összeházasodnak, és mindkét család ünnepel.

## Szereplők
| Szerep        | Színész             | Magyar hang            |
| ------------- | ------------------- | ---------------------- |
| Ezra          | Jonah Hill          | Elek Ferenc            |
| Amira         | Lauren London       | Nemes Takách Kata      |
| Arnold        | David Duchovny      | Epres Attila           |
| Fatima        | Nia Long            | Timkó Eszter           |
| Shelley       | Julia Louis-Dreyfus | Tóth Enikő             |
| Akbar         | Eddie Murphy        | Dörner György          |
| Mo            | Sam Jay             | Kokas Piroska          |
| Omar          | Travis Bennett      | Penke Bence            |
| Liza          | Molly Gordon        | Csuha Bori             |
| Demetrius     | Deon Cole           | Welker Gábor           |
| Becca         | Andrea Savage       | Bertalan Ágnes         |
| Mr. Greenbaum | Elliott Gould       | Forgács Gábor          |
| Bubby         | Rhea Perlman        | Fabó Györgyi           |
| EJ bácsi      | Mike Epps           | Király Attila          |
| Danny         | Jordan Firstman     | Hamvas Dániel          |
| Don Wood      | Matt Walsh          | Rosta Sándor           |
| Dr. Green     | Richard Benjamin    | Beregi Péter           |
| Chris         | Doug Hall           | Horváth-Töreki Gergely |
| Borbély       | Anthony Anderson    | Kálloy Molnár Péter    |

### Magyar változat
- Magyar szöveg: Horváth Szilvia
- Hangmérnök: Halas Péter
- Vágó: Wünsch Attila
- Gyártásvezető: Vigvári Ágnes
- Szinkronrendező: Szalay Csongor
- Produkciós vezető: Fekete Márk

A szinkront a Direct Dub Studios készítette el.

## A film készítése
2021 júniusában jelentették be, hogy Jonah Hill lesz a főszereplője a Netflix vígjátékának, amelyet Kenya Barris rendez. A forgatás 2021 októberében kezdődött Los Angelesben.